# Listă de boxeri români
Aceasta este o listă de boxeri români:
- Ciprian Apodăresei [1][2]

- Lucian Bute

- Cristian Ciocan

- Ionuț Dan Ion
- Arthur Claudiu David
- Costică Dafinoiu
- Adrian Diaconu
- Bogdan Dinu
- Leonard Doroftei
- Steluța Duță
- Mihai Fulea

- Ronald Gavril

- Mihai Leu
- Nicolae Linca
- Gogea Mitu

- Rudel Obreja

- Lucian Popescu
- Nicolae Puiu

- Moți Spakov

- Aurel Toma
- Octavian Țîcu

- Francisc Vaștag

Femei
- Mihaela Lăcătuș [3]